# Castello di Güssing

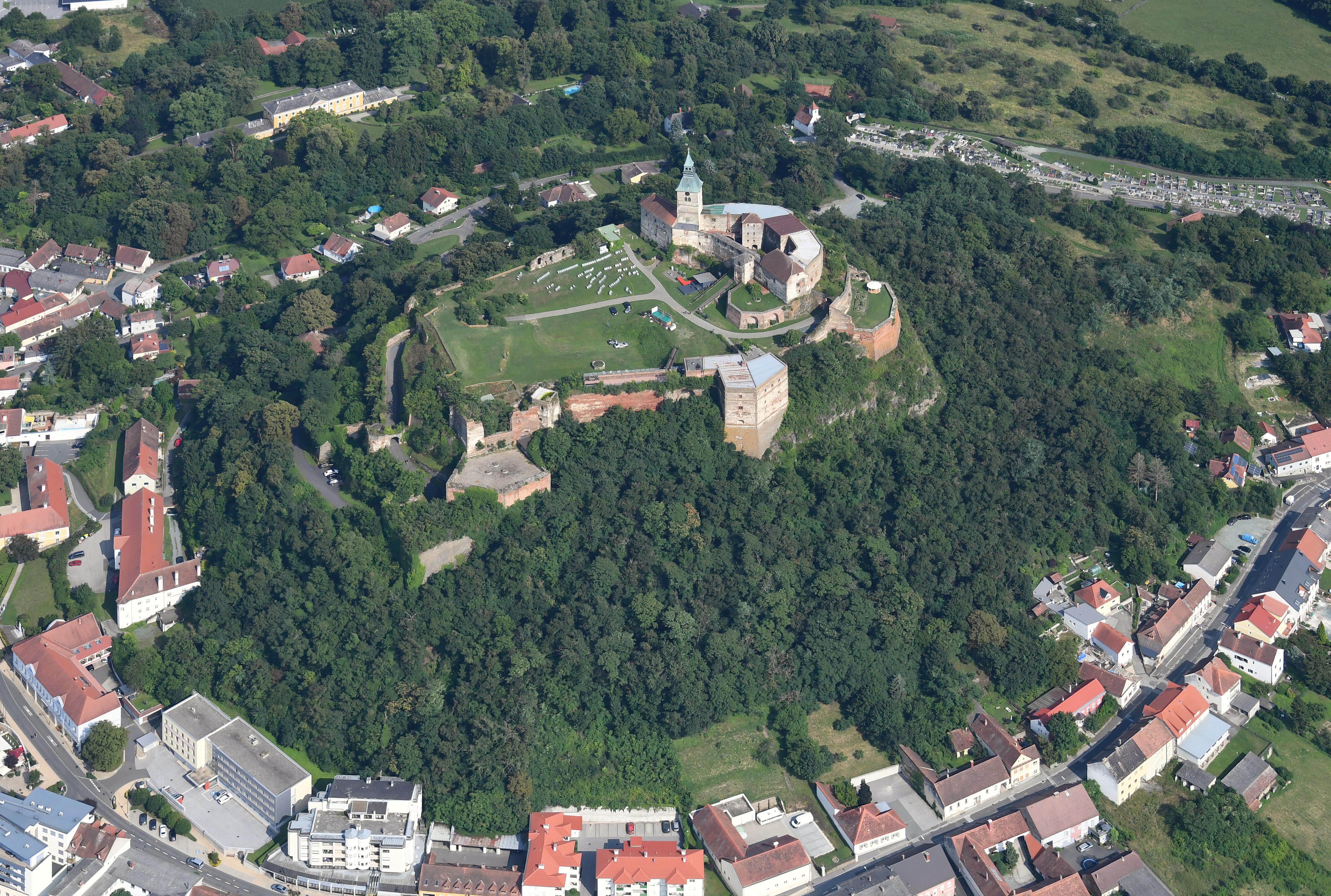
Vista aerea del castello di Güssing da ovest

Il castello di Güssing (in tedesco Burg Güssing; in ungherese németújvári vár) è una struttura difensiva situata a Güssing nel Land austriaco del Burgenland.

## Storia
Il castello fu menzionato per la prima volta in un documento nel 1157 quando il re ungherese Géza II assegnò il monte "Quizun" e i suoi dintorni al conte Wolfer di Wildon, in Stiria. Nello stesso anno fece erigere una fortificazione in legno sul cono vulcanico accanto a un monastero benedettino, che è da considerarsi il predecessore dell'odierno castello.
Il re Bela III fece confiscare le fortificazioni e il monastero per trasformarli in un castello di pietra nel XII secolo. Nel 1198 il castello è citato in un atto di donazione, in cui è descritto come novum castrum. Durante il XIII secolo il castello fu ampliato più volte dai proprietari Demetrius von Csak e Moritz Pok. Insieme ai castelli di Wieselburg e Ödenburg, al castello di Lockenhaus e a quello di Eisenburg, faceva parte del sistema dei castelli lungo il confine occidentale dell'Ungheria. Il castello di Güssing era uno dei pochi castelli ungheresi che non poterono essere presi durante l'invasione tartara del 1241/42. Nel 1273, le truppe di Ottocaro di Boemia lo assediarono invano.
Nel 1270 il complesso passò dal demanio reale e divenne proprietà dei Conti di Güssing (Signori di Güns), che possedevano temporaneamente tutti i castelli della zona. Sebbene il clan nobile Heder si battesse per un principato indipendente ed era quindi in costante disputa con la famiglia reale ungherese, alcuni membri riuscirono a raggiungere le più alte cariche del regno. Ad esempio, il conte Heinrich (1254–1274), ludex Curiae, Palatino e Banus, controllava temporaneamente le fortune dell'Ungheria. Nel 1327 i conti di Güssing furono definitivamente sottomessi e persero la loro importanza.
Dopo diversi passaggi di proprietà, Nikolaus Ujlaky, un rappresentante del partito asburgico, si impossessò del castello. Sotto la sua presidenza, i magnati, insoddisfatti di Mattia Corvino, si riunirono nel castello di Güssing nel 1459 ed elessero Federico III re d'Ungheria. In seguito Ujlaky si schierò di nuovo con Corvino.
A causa di alcuni dissidi tra il figlio di Ujlaky, Lorenz, e il re Ladislao II il castello, considerato inespugnabile, fu assediato e conquistato nel 1490 dalle truppe dell'imperatore Massimiliano I. Dopo che Lorenz morì senza figli nel 1522, il complesso tornò alla corona ungherese. Il re Ludovico II lo diede quindi al nobile ungherese Franz Batthyány e suo nipote Christoph come ricompensa per aver sconfitto un esercito turco a Jajce. La loro famiglia trasformò quindi il castello in una grande fortezza nel XVI e XVII secolo a causa delle minacce provenienti da oriente.
Con la perdita della sua importanza strategica - le armi iniziarono ad essere consegnate nel 1775 - il castello cadde in rovina nel XVIII secolo, poiché l'imposta sul tetto dell'epoca rendeva insostenibile per il proprietario il suo mantenimento.
Ben consapevole dell'intero complesso per la famiglia Batthyány e per l'intera regione, il principe Philipp Batthyány-Strattmann istituì nel 1870 una fondazione per la conservazione del castello di Güssing e del monastero. Poiché la fondazione aveva perso la maggior parte del suo capitale per colpa dell'inflazione nel primo dopoguerra, si dovette trovare un modo per garantire la conservazione del castello e del monastero. Per questo motivo, negli anni '80 la famiglia Batthyány ha offerto allo stato del Burgenland la co-amministrazione della Fondazione, cosa che ha reso possibile attuare ampie misure di ristrutturazione e conservazione.
Sebbene i primi restauri avessero avuto luogo già nel 1957, tra il 1982 e il 2000 sono seguiti ulteriori estesi lavori di restauro e ricostruzione che hanno permesso di restituire al castello di Güssing l'aspetto di due secoli fa.
Il castello è ancora gestito dalla Fondazione Weiland Principe Philipp Batthyány-Strattmann.